# Phượng Thành
Phượng Thành (chữ Hán giản thể: 凤城市, Hán Việt: Phượng Thành thị) Là một thành phố cấp huyện trực thuộc địa cấp thị Đan Đông, tỉnh Liêu Ninh, Cộng hòa Nhân dân Trung Hoa. Thành phố Phượng Thành nằm ở phía đông của Liêu Ninh, nguyên là thành Phượng Hoàng Bảo thời nhà Minh nên lấy tên là Phượng Hoàng. Thành phố này có diện tích 5518 km2, dân số 580.000 người. Mã số bưu chính của Phượng Thành là 118100. Thành phố Phượng Thành được chia thành 4 nhai đạo biện sự xứ, 18 trấn và 1 hương dân tộc. Các đơn vị này lại được chia thành 245 ủy ban thôn, 17 uỷ ban xã khu cư.
- Nhai đạo biện sự xứ: Phượng Hoàng Thành, Phượng San, Thảo Hà, Thông Viễn Bảo.
- Trấn: Thanh Thành Tử, Ái Dương, Tái Mã, Kê Quán Sơn, Biên Môn, Hồng Kỳ, Đệ Huynh Sơn, Đại Bảo, Đông Thang, Lưu Gia Hà, Bảo Sơn, Lam Kỳ, Bạch Kỳ, Tứ Môn Tử, Thạch Thành, Sa Lý Trại, Đại Hưng.